# Sosokan Taba
Sosokan Taba is een bestuurslaag in het regentschap Kepahiang van de provincie Bengkulu, Indonesië. Sosokan Taba telt 1431 inwoners (volkstelling 2010).